# Roches Noires
Roches Noires o Assoukhour Assawda (en árabe: الصخور السوداء, literalmente: 'Rocas Negras') es un distrito (arrodissement) del este de Casablanca, dentro de la prefectura de Aïn Sebaâ-Hay Mohammadi, de la región de Casablanca-Settat, en Marruecos. En 2004 contaba con 104.310 habitantes.
Un francés llamado Eugène Lendrat fundó el barrio de Roches Noires y construyó la iglesia de Santa Margarita, una iglesia de estilo neogótico que replica una iglesia de 1860 de Émile Boeswillwald en Pau, Francia. La iglesia se convirtió en la mezquita Al-Quds después de que Marruecos se independizara.
El arquitecto franco-marroquí Jean-François Zevaco diseñó el taller Vincent Timsit en el bulevar Moulay Ismail en 1952.